# Llengües gal·loibèriques
El grup de les llengües gal·loibèriques és el subgrup de llengües italooccidentals:
Classificació: Indoeuropeu > Itàlic > Romànic > Italooccidental
- Gal·loibèric
  - Gal·loromànic
    - Gal·loitalià
      - Emilià-romanyol (Itàlia)
      - Lígur (Itàlia)
      - Llombard (Itàlia)
      - Piemontès (Itàlia)
      - Vènet (Itàlia)

    - Gal·lorètic
      - Rètic
        - Friülès (Itàlia)
        - Ladí (Itàlia)
        - Romanx (Suïssa)

      - Oïl
        - Grup francès
          - Francès (Internacional)
          - Picard (França)

        - Grup sud-est
          - Francoprovençal (França)

  - Occitanoromànic (Espanya, França, Andorra, Mònaco i Itàlia)
    - Occità (Espanya, França, Itàlia)
      - Alvernès (França)
      - Gascó (França i Espanya)
      - Llemosí (França)
      - Llenguadocià (França)
      - Vivaroalpin ((França, Mònaco i Itàlia)
      - Provençal (França)
      - Judeoprovençal (França)

    - Català (Espanya, França, Andorra, Itàlia)
      - Nord-occidental (Espanya)
      - Valencià (Espanya)
      - Septentrional o Rossellonés (França)
      - Central (Espanya)
      - Balear (Espanya)
      - Alguerés (Itàlia)

    - Aragonès (Espanya)

  - Iberorromànic
    - Grup ibero-occidental
      - Asturlleonès
        - Asturlleonès (Espanya)
        - Lleonès (Espanya)
        - Mirandès (Portugal)
        - Extremeny (Espanya)

      - Castellà o Espanyol (Internacional)
        - Judeocastellà

      - Subgrup Galaicoportuguès
        - Fala de Xàlima (Espanya)
        - Gallec (Espanya)
        - Portuguès (Internacional)
        - Eonaviego (Espanya)